# La Nuit de l'Erdre
La Nuit de l'Erdre est un festival de musique se tenant depuis 1998 dans la commune de Nort-sur-Erdre à une trentaine de kilomètres au nord de Nantes en Loire-Atlantique et organisé par l'association La Nuit De l’Erdre. Il se déroule le dernier week-end du mois de juin.
Créé en 1998, il propose une programmation éclectique, mêlant plusieurs styles de musique (Variété Française, Rap, Électro...). Le festival a vu venir des artistes de renommée nationale (Indochine, Justice, Orelsan, etc.) et internationale (The Chemical Brothers, Sting, Foals).

## Histoire
Le festival est créé en 1998 par Michel Leclerc, alors président du comité des fêtes de Nort-sur-Erdre. Pour les 50 ans du comité, il souhaite organiser un concert et invite le groupe Tri Yann. Le comité renouvelle l'expérience l'année suivante en invitant Michel Fugain,. En 2001, l'événement devient un réel festival, avec l'invitation de plusieurs artistes pour une soirée entière.
En 2011, le festival devient une association indépendante du comité des fêtes de la ville et passe sur deux jours, sur le dernier week-end de juin. Pour accompagner sa croissance, une deuxième scène est créée en 2012,.
Dans les années 2020, avec une capacité d'accueil d'environ 20 000 festivaliers par jour, le festival se revendique familial et offre une programmation diversifiée,.
Quelques jours avant son édition 2023, l'association s'inquiète pour l'organisation de l'édition suivante face aux difficultés de calendrier imposé par les Jeux olympiques d'été de 2024 et le décalage du Hellfest sur le même week-end,. L'édition suivante reste un succès, avec 97 000 entrées, et le festival songe à conserver le créneau de début juillet désormais.

### Engagement écologique
Depuis 2012, le festival arbore un singe comme mascotte, symbole de soutien à la cause écologique. Le festival est partenaire du Zoo de La Boissière-du-Doré, afin de financer des programmes de conservation des singes dans le monde. Le festival fait également plusieurs actes de prévention auprès des spectateurs à l'écologie et possède la label REEVE depuis 2022, valorisant les événements écoresponsables.

## Fréquentation
| 1998  | 1999  | 2000  | 2001  | 2002  | 2004  | 2005  | 2006  | 2007  | 2008  | 2009  |
| ----- | ----- | ----- | ----- | ----- | ----- | ----- | ----- | ----- | ----- | ----- |
| 5 843 | 1 873 | 2 751 | 4 142 | 1 229 | 9 644 | 6 657 | 4 428 | 2 813 | 5 669 | 8 582 |

| 2010  | 2011   | 2012   | 2013   | 2014   | 2015   | 2016   | 2017   | 2018   | 2019   | 2022   |
| ----- | ------ | ------ | ------ | ------ | ------ | ------ | ------ | ------ | ------ | ------ |
| 5 970 | 16 000 | 20 000 | 23 000 | 28 000 | 33 000 | 34 000 | 32 000 | 45 000 | 54 000 | 93 000 |

| 2023   | 2024   | - | - | - | - | - | - | - | - | - |
| ------ | ------ | - | - | - | - | - | - | - | - | - |
| 82 000 | 97 000 | - | - | - | - | - | - | - | - | - |